# 陳璽 (崇禎進士)
陳璽（17世紀—17世紀），字太籙（一作字泰籙），號石寶，雲南雲南府安寧州人，明朝、南明政治人物。

## 生平
陳璽自幼有神童之目，十三歲入學為生員，得督學陳應春器重。崇禎三年（1630年），以弱冠中舉人，崇禎四年（1631年）聯捷進士，授揚州府教授，調任國子監博士，陞禮部主事、員外郎。
南明永曆年間，陳璽外任湖廣辰沅道兵備僉事，轉湖廣副使。流寇剽掠地方，他擒獲罪犯，嚴正審訊，湖南稍安。因父母去世回鄉。永曆九年（1655年）任太常寺卿，監督四川學政。時值張獻忠屠蜀後，諸生多死，軍隊缺糧，他和洪雅知縣張士偉建議學較軍儲法。永曆十一年（1657年）歸隱，身著短衫、手持藤杖混跡市集。去世時，貧窮得無法殮葬，丘姓知州與門人張在澤捐助葬送。同年進士王公前來弔唁，看到他家中貧窮，嘆息稱他有德有守。

## 引用
1. 1 2  錢海岳《南明史·卷六十四·列傳第四十》：陳璽，字泰籙，安寧人。崇禎四年進士。授揚州教授，歷國子博士、禮部主事。永曆時，擢辰沅僉事，轉副使。流寇剽掠，擒獲沈之江中，湖南少靖。憂歸。九年，以太嘗卿督川學。當張獻忠入蜀，諸生死亡濱盡，諸軍乏糧，洪雅知縣張士偉建議學較軍儲法。十一年，歸隱卒。歿無以殮。
2. ↑  光緒《雲南府志·卷十·選舉志》：歷朝進士……明……崇禎辛未科陳于泰榜 陳璽 安寧人，仕至僉事……歷科舉人……明……崇禎庚午科 陳璽
3. ↑  光緒《雲南府志·卷十二·人物志》：陳璽 字太籙，號石寶，幼穎俊稱神童，十三歲補弟子員，督學陳應春器重之；弱冠聯捷辛未進士，初任維楊教授，調國子監博士，陞禮部主事，尋陞員外郎。出為辰沅道兵備，時流寇剽掠，璽擒獲嚴訊正以法律，湖南稍靖；丁艱歸隱丘壑，短衫蕂杖混跡市廛埋名終老，死之日貧不能殮，刺史丘公及其門人三泊令張在澤捐助葬送，同譜大司徒王公往弔，見其家貧，為嘆息稱有德有守云。